# Avurie
L'Avurje (anche Aure o Iura) è il protagonista di una credenza popolare molto diffusa nella provincia di Taranto, in particolare a Massafra e nel borgo antico di Taranto. 

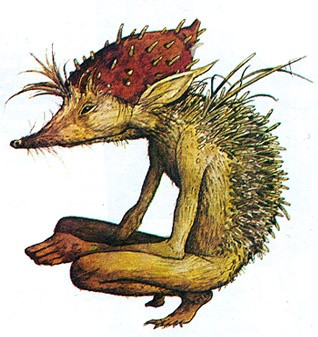
Raffigurazione di un avurie.

## Caratteristiche
Si tratta di un folletto o spirito che appare di notte, soprattutto verso l'alba, assumendo le sembianze di un gatto con un cappello, e si posa sul petto del malcapitato dormiente, paralizzandolo e togliendogli il respiro.
Nel dizionario etimologico e grammatica del dialetto parlato a Massafra di Roberto Caprara l'A(v)ùrje (s.m. lat. augurium) è definito uno spirito folletto che si aggira di notte per le case e si diverte a intrecciare i capelli delle ragazze nel sonno e le criniere dei cavalli. È una traccia di pratiche augurali vitali nel Medioevo conservate a lungo dalla superstizione.
Da un punto di vista medico, sembra che la credenza nasca dalla sindrome della morte in culla, che colpiva i neonati facendoli morire con dei segni in corrispondenza dei polmoni.
Altri, invece, riconducono la superstizione ad una interpretazione popolare della paralisi nel sonno.
La tradizione vuole che se si ha la prontezza di strappare il cappello all'Avurie, lo si renderà schiavo e lo si potrà costringere a rivelare il nascondiglio di un tesoro nascosto.
Uno dei metodi più originali per allontanarlo, è quello di sedersi sul wc con del cacio e del pane prima di andare a dormire, e di recitare questo esorcismo con lo scopo di disgustarlo:
«Vurie Vurie me de chese, viene a mangé che mé pene e kese» («Avurie Avurie di casa mia, vieni a mangiare con me pane e cacio»).
(Lo stesso tipo di esorcismo utilizzato con lo spiritello domestico Mazapégul in Romagna, quasi a dimostrare la comune origine di molti dei miti che accompagnavano il vivere quotidiano)
Si dice anche che l'Avurie tagli le trecce delle ragazze, o leghi in modo indistricabile le criniere dei cavalli.

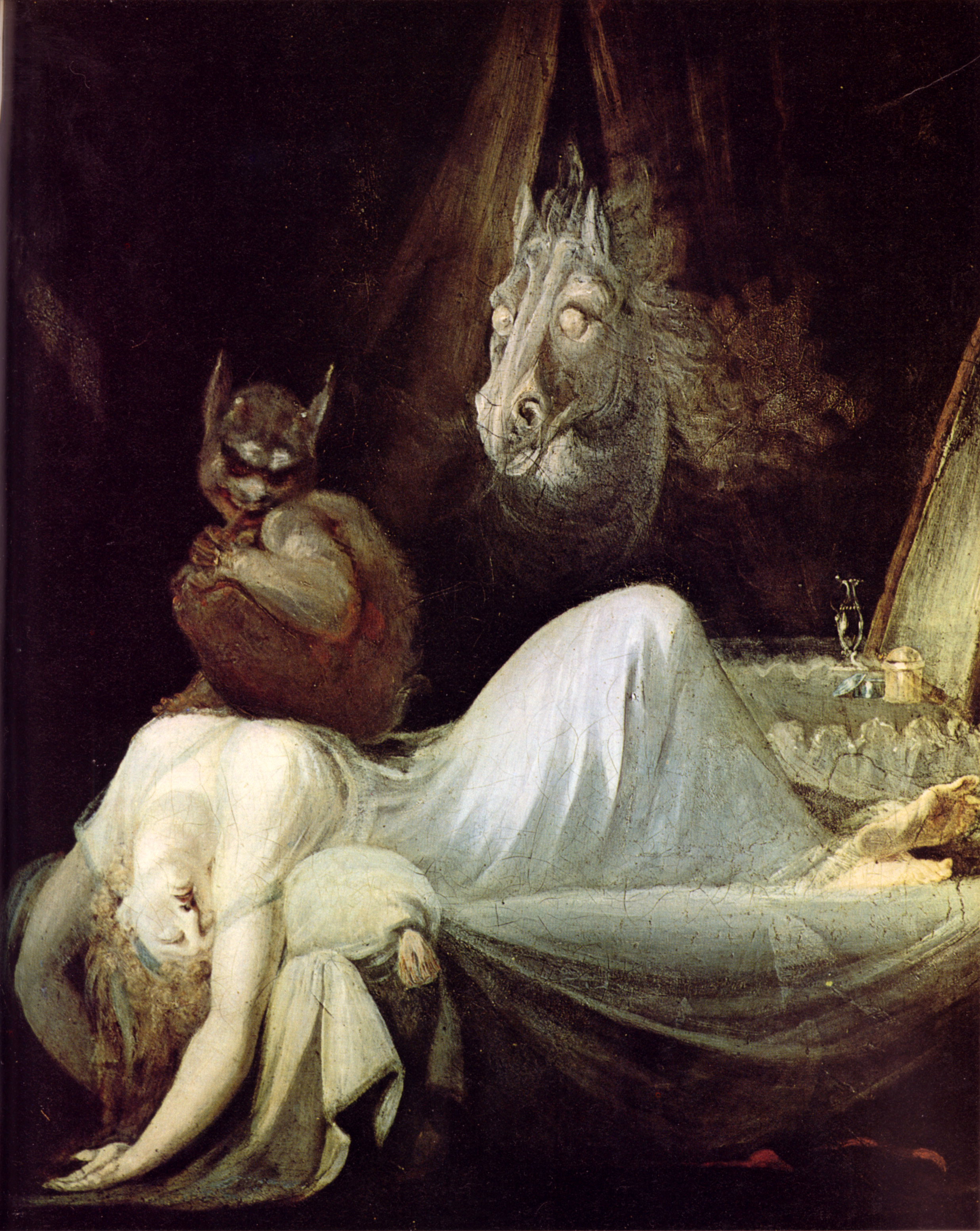
Dettaglio da Incubo, di Johann Heinrich Füssli (Institute of Fine Arts di Detroit)

In altre zone della provincia si pensa abbia forma di cane o colombo.
L'Aure può essere proprio di un'abitazione, ed allora non l'abbandonerà mai, o essere legato ad una famiglia, ed allora la seguirà nei suoi spostamenti. Probabilmente questa credenza deriva da quella romana dei "Lares Familiares", cioè degli spiriti custodi della casa che seguivano la famiglia nei suoi movimenti.
L'Aure è chiamato in causa ogni qualvolta in casa si verifichi un fatto inspiegabile: esiste quello buono, che dispensa baci e carezze, o lascia monete e rassetta il letto, ed esiste quello cattivo, che invece nasconde gli oggetti, spettina i dormienti e produce lividi sul loro corpo noti come "pizzeche de l'Aure" (pizzichi dell'Auro).

## Avurie ed Incubo
La figura dell'Avurie è affine a quella dell'Incubo.
Sono notevoli le analogie tra queste leggende ed il terzo episodio del film L'occhio del gatto, tratto dal libro A volte ritornano dello scrittore Stephen King, in cui un Goblin esce di notte da un muro per togliere il respiro ad una bambina.
Anche il pittore svizzero Johann Heinrich Füssli nel quadro Incubo (The Nightmare, 1781, olio su tela, 101 x 127 cm, Institute of Fine Arts di Detroit), sembra essersi ispirato a queste antiche credenze popolari.